# Lophopsittacus mauritianus
Lophopsittacus mauritianus е изчезнал вид птица от семейство Psittaculidae, единствен представител на род Lophopsittacus.

## Разпространение
Видът е разпространен в Мавриций.